# Рязанская губерния
Рязанская губерния — административно-территориальная единица Российской империи, Российской республики и РСФСР в 1796—1929 годах. Губернский город — Рязань.

## География

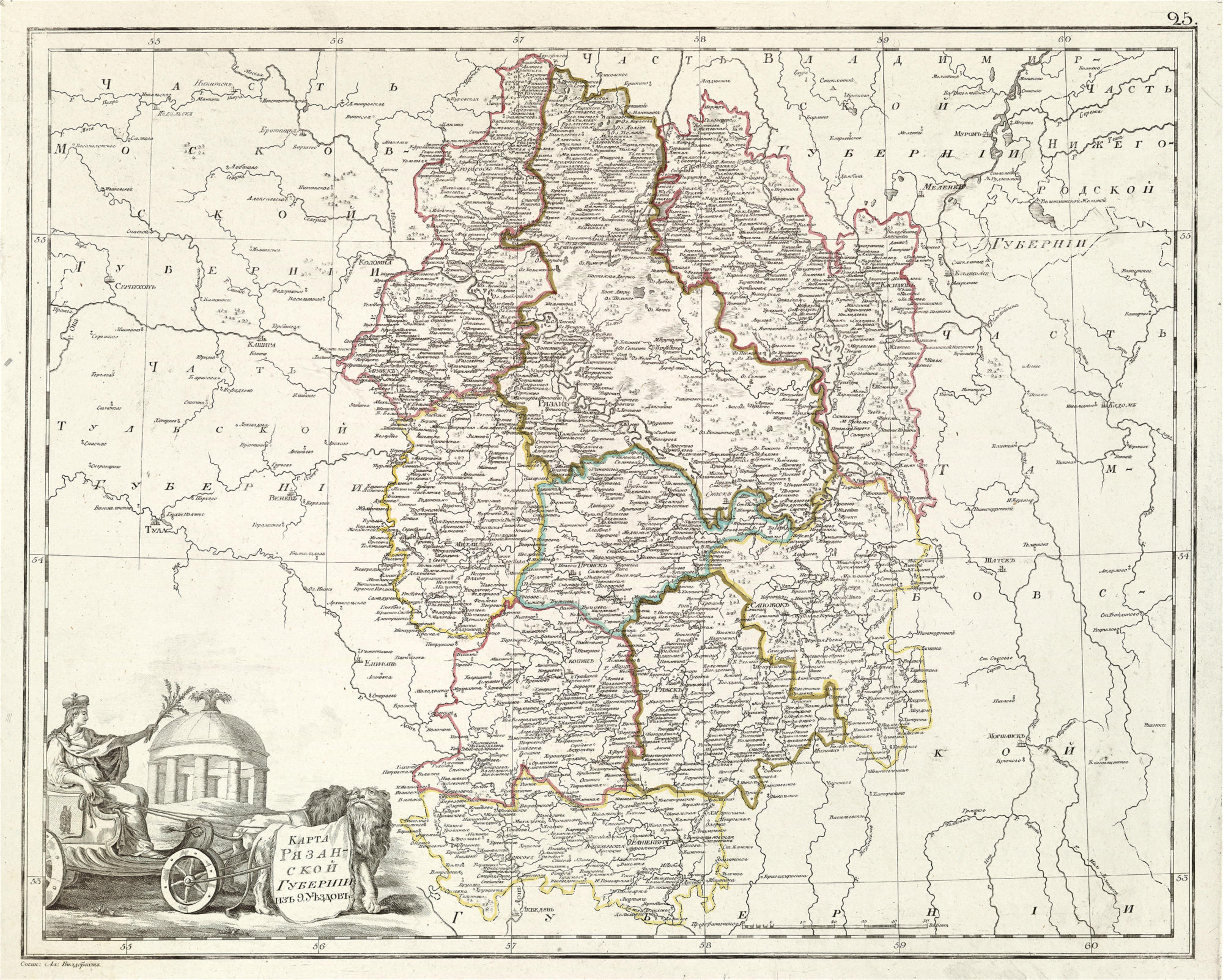
Карта Рязанской губернии. 1800 год.

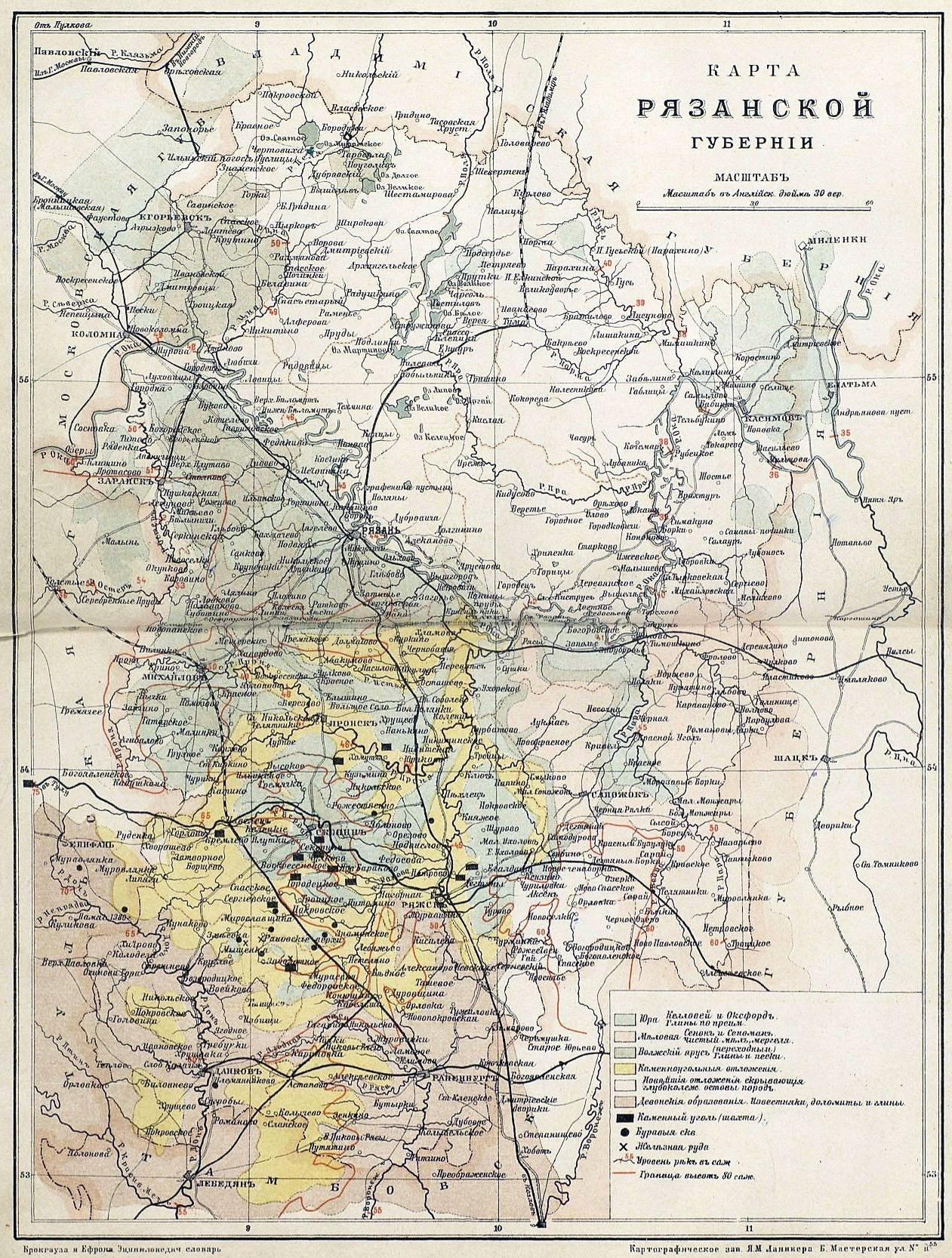
Карта Рязанской губернии. 1899 год.

Рязанская губерния располагалась между 52°58' и 55°44' северной широты и между 38°30' и 41°45' восточной долготы. Площадь губернии составляла 36 992 вёрст² (42 098 км²).
Губерния располагалась на последних склонах Алаунской плоской возвышенности, отроги которой обусловливают характер трёх составных частей губернии, или сторон её: Рязанской, Степной и Мещерской, отделённых друг от друга долинами pp. Оки и Прони.
Отроги плоской возвышенности, входящие с запада, со стороны Тульской губернии, образуют довольно ровную, высокую площадь, простирающуюся по Михайловскому и частью Скопинскому уезду.
Здесь берут свои начала реки Осётр, Вожа, Павловка, Истья и Проня, впадающие в Оку, а также река Дон.
Отлогие склоны этой площади распространяются по губернии двумя главными ветвями.
Одна из них направляется к востоку и северо-востоку между реками Окой и Проней по уездам Зарайскому, Рязанскому и Пронскому, представляя собой волнообразную и местами довольно возвышенную местность. Пространство, ограниченное реками Окой, Проней и Осетром, носит название «Рязанской стороны». Другая ветвь направляется к юго-востоку между реками Проней и Доном, образует в Скопинском, Данковском и отчасти в Ряжском и Раненбургском уездах ряд холмов, служащих водораздельной чертой бассейнов Оки и Дона. Эти холмы достигают берегов Оки, но на юго-востоке и на востоке они постепенно переходят в равнины, имеющие характер совершенно степной. Эта часть губернии, ограниченная правыми берегами рек Прони и Оки, носит название «Степной стороны». Обе эти части, лежащие по правую сторону Оки, представляют собой одну возвышенную площадь с общим склоном от северо-запада к юго-востоку. Здесь расположены более возвышенные пункты губернии: г. Зарайск (80 с.), г. Скопин (73 с.), село Гудынка Пронского уезда (54 с.). Окраины этих частей, упирающиеся в Оку, образуют высокие террасы, рассекаемые ветвистыми долинами и оврагами. За исключением незначительного количества неудобных земель, почва здесь состоит главным образом из чернозема (71 %), она довольно плодородна, и вообще вся эта возвышенность, открытая и сухая, представляет большие удобства для заселения; недостаток этой части губернии заключается в отсутствии лесов, в особенности в степной стороне, почему происходит мелководье рек и речек, а местами ощущается даже недостаток в воде. Совсем другой характер имеет часть губернии, находящаяся по левую сторону р. Оки и называемая Мещерской стороной или Мещерским краем. Она составляет естественное продолжение промысловой полосы, в районе которой находятся Московская и Владимирская губерния, тогда как остальная часть губернии принадлежит к центральной земледельческой области. Местность, называемая Мещерской стороной, представляет в северной своей части возвышенную равнину, переходящую постепенно, по мере приближения к Оке, в низменность. Наиболее высокие местности расположены между гг. Егорьевском и Касимовым: здесь находятся самые сухие и населённые места Мещерского края. По склонам этого возвышенного пространства на север медленно текут притоки р. Клязьмы, а на юг притоки Оки. Почва здесь песчаная, отличается бесплодием, значительная часть края покрыта лесом, много болот и озёр.

### Геология
Строение Рязанской губернии в геологическом отношении очень сложно, особенно часть, лежащая по правую сторону Оки: приблизительно под широтой 53°, которой касается южная граница Раненбургского уезда, тянется широкая возвышенная гряда среднедевонских отложений, состоящих из известняков, доломитов, мергелей и изредка известковистых песчаников. Гряда эта в 65-100 вёрст шириной вытянулась с запада на восток. Самые древние девонские отложения занимают южную часть губернии. Затем пласты падают круто на севере и выходят к северу в восходящем порядке. На девонские пласты налегают слои каменноугольной системы, состоящие из угленосного яруса и горного известняка; ширина этой полосы, идущей почти параллельно первой, от 40 до 100 вёрст. По р. Ранове, к г. Ряжску, и на восток, к Конюховке, широкой полосой выступает на поверхность угленосный ярус, так что течение Рановы и Шупты занято им и ярусом дитериновых тонкоплитчатых мергелей (Cytheretulenses et Arca Oreliana, Boirdia curta). Кроме того, отложения того же яруса выступают по рр. Бруссне и Верде, начиная от г. Скопина и сев. широты 54° почти сплошь лежат отложения юрской системы, келловейского яруса. Отложения эти занимают уезды Скопинский, Михайловский, Пронский, Рязанский и отчасти Сапожковский и покрываются пластами волжского яруса, представляющего переходные образования от юры к меловым пластам. В Сапожковском уезде есть островок нижнемеловых пластов. Меловые отложения выступают на поверхность в Сапожковском уезде, восточнее р. Пары. Каменный уголь в Рязанской губернии был открыт ещё в 1766 г. купцом Котельниковым в Ряжском уезде, близ дер. Петровой; начало правильного добывания его положено в 1869 г. Обширные залежи угля находятся в Скопинском уезде. Чулковская копь — самая богатая во всем Подмосковном бассейне; уголь открыт здесь в 1870 г., площадь залегания определена в 550 дес.; пластов всего 8, из них 5 вверху, над переслоем из глин и песков (в 6 саж.), 3 пласта — внизу, на глубине 15 саж. Побединская копь открыта в 1875 г., пласт угля в 1 саж. Павелецкая копь в настоящее время закрыта. В Данковском уезде Муравнинская угольная копь открыта в 1869 г. Несмотря на прекрасные качества здешнего угля (смолистый, похожий на шотландский «бохгед»), копь мало разрабатывается. Есть уголь и в уездах Ряжском, Раненбургском, Пронском и Михайловском. Железная руда добывается в 7 вёрст от г. Касимова, для Сынтурского завода; разрабатывается в каменноугольных пластах на глубине в 2-4 саж. По р. Истье жел. руда встречается в юрской системе. Рязанские фосфориты представляют собой отдельный, самостоятельный тип; они довольно мягки и содержат калий.

### Гидрология
Реки Рязанской губернии принадлежат к бассейнам Оки и Дона.
По значению своему первое место занимает р. Ока. Она пересекает губернии дугой на протяжении 478 вёрст (в том числе 54 вёрст составляют границу с Московской губернией) и проходит уезды Зарайский, Рязанский, Спасский и Касимовский. Многочисленные притоки р. Оки орошают почти всю губернию, за исключением южных местностей. Ока почти на всем протяжении течёт по песчаному руслу в открытой и просторной долине, изобилующей тучными лугами и поймами, плодородие которых поддерживается весенними разливами. По всей долине Оки имеется множество различной величины озёр, местами река образует несколько рукавов. Течение тихо. Ширина Оки в пределах губернии от 60 до 250 и более сажень. Глубина — 8-15 футов. В среднем выводе за 1859-79 гг. Ока вскрывается 1 (13) апреля, а замерзает 13 (25) ноября. Пароходство по Оке от г. Рязани до Нижнего Новгорода, а во время разливов — и выше Рязани.
Притоки Оки, за исключением Прони, вообще невелики и мелководны; из них более значительные, с правой стороны, Осётр, Вожа, Истья и в особенности Проня и Пара. Вообще система правых притоков гораздо важнее и обширнее левых, к которым принадлежат Цна, Пра и Гусь. Судоходны только Проня и Пра.
Река Осётр протекает в губернии 75 вёрст, шир. около 10 саж.; берега высоки и изобилуют известковым камнем.
Вожа имеет 50 вёрст, Истья 80 вёрст длины.
Река Проня вытекает близ села Кадушкина Михайловского уезда; дл. — 210 вёрст, шир. около 20 саж. до впадения р. Рановы, а затем увеличивается до 30 и 40 саж. Долина Прони, расширяясь местами до 2-х и более вёрст, изобилует лугами и пастбищами. От с. Перевлеса (Пронского уезда) вниз по течению Проня судоходна в продолжение всей навигации; во время весенних вод судоходство производится и выше Перевлеса, до с. Жернавицы. По Проне множество мельниц; течение её тихое.
Притоки Прони слева Жрака и Истья, справа — Ранова (150 в дл. и 15-20 саж. шир.) с Вердой (75 вёрст), Локна, Кердь, Молва.
Река Пара (130 вёрст дл.) судоходна во время весенних разливов всего на 2 1/2 вёрст от устья. Долина р. широка, местами низменна и покрыта лесами. Почти на всем протяжении Пара застроена мельницами.
Река Цна имеет в губернии дл. в 30 вёрст, р. Пра (около 100 вёрст) — течёт по низменности, покрытой лесами и болотами, Гусь (74 вёрст) — по низменной, болотистой долине между закрытыми берегами; в 20 вёрст от устья устроена через неё плотина, образующая Гусевское озеро.
Из немногих рек Рязанской губернии, принадлежащих к бассейну Азовского моря, важнейшая — Дон, которая протекает в губернии около 80 вёрст; шир. до 30 саж.; долина Дона узка и сжата высокими каменистыми берегами, пересекаемыми глубокими оврагами. Все течение Дона застроено мельницами. Из притоков его наиболее значительны Паника, Суха Рожня, Перехвалка, Кучур, Золотуха, Вязовня, Расхотка и др. Все эти реки текут в пределах Данковского уезда. К системе р. Дона принадлежат также pp. Воронеж и Ряса. Озера расположены по площади губернии неравномерно. Ими изобилует лишь Мещерская сторона, тогда как в части губернии, находящейся на правой стороне р. Оки, озёр мало. Озера Мещерского края располагаются большей частью группами. Наиболее значительная группа находится при соединении уездов Егоровского, Касимовского и Рязанского. Озера эти соединяются между собой протоками и принимают в себя значительные речки, каковы, например, Поль, Посерда и Варна; стоком же озёр служит р. Пра. К этой группе принадлежат оз. Святое, Великое, Ивановское, Белое, Мартынове и др. Средняя глубина озёр этой группы около 3 арш., рыболовство в них незначительно. Другая группа озёр находится в северной части Егорьевского уезда, по обеим сторонам р. Поли; из озёр этой группы — Святое славится рыбной ловлей. В Егорьевском уезде, около м-ря Радовицкого, есть ещё группа озёр, в состав которой входят оз. Щучье, Большое, Малое Митинское и др. В Рязанском уезде по дороге из Рязани во Владимир много озёр, из которых самое большое — Великое; группа озёр находится около Солотчинского м-ря, а также в уездах Спасском и Касимовском. Озера в долине р. Оки богаты рыбой. Озёр, размером превышающих версту в окружности, насчитывается в Егорьевском уезде 6, в Зарайском 21, в Рязанском 34, Спасском 43 и в Касимовском 61; всего в губернии под озёрами 147,9 кв. вёрст, из коих на долю Рязанского уезда приходится 44,5 кв. вёрст, Егорьевского 50,1, Касимовского 37 и Спасского 16,3 кв. вёрст. Болот много в Мещерской стороне; здесь они тянутся почти непрерывной широкой полосой вдоль берегов р. Пры, продолжаясь далее с небольшими перерывами по уездам Рязанскому, Касимовскому и Егорьевскому до самых границ с Московской губернией. В Спасском уезде замечательно болото Большой Ковеж, между с. Ижевским и Городковичами. Оно простирается на запад на 20 вёрст и соединяется с другими болотами. Болота на левом берегу р. Пры также тянутся по направлению к западу, переходя в обширное болото Большое, находящееся на границе Спасского и Рязанского уездов; на севере оно связывается со многими другими, оканчиваясь громадными Радовицкими болотами. Также много болот на лев. берегу Пры и по её притокам. Значительные болота находятся, далее, в окрестностях озер Великого и Святого. Большая часть болот представляет собой топи, покрытые моховыми кочками и лесной порослью; по ним раскинуты местами озера. Такие болота называются в Мещерской стороне «омшарами» и имеют грунт песчаный или торфяной. По вскрытии весной рек болота заливаются водой и делаются совершенно непроходимыми. Болотные испарения, обилие мошек, комаров и оводов, жесткая и малопитательная трава — все это делает жизнь в этих местностях вредной для здоровья как людей, так и животных. Попытки осушения болот в Мещерской стороне делались с давних времен, но только с 1876 г. начаты Министерством государственных имуществ правильные работы по исследованию болот и их осушению.
К 1885 г. в общей сложности было расчищено и выпрямлено речек, построено магистральных каналов и боковых канав на протяжении 341 вёрст (шир. от 3 1/2 до 14 арш.). Устройством этой канализации достигнуто осушение с лишком 40 тыс. десятин болотных пространств, из которых до 30 тыс. десятин принадлежали казне. Для уничтожения кислых болотных трав на площадях, назначенных под луга, с 1882 г. начато выжигание верхнего болотного пространства с расчисткой зарослей. Этим путём в казённых дачах вновь образовано довольно значительное число оброчных статей. По правую сторону Оки болотистые пространства встречаются изредка, преимущественно в соседстве рек, разливами которых они поддерживаются. Большая часть болот в этой части губернии высыхает сама собой, оставляя богатые запасы торфа, разработка которого производится во многих местах и увеличивается с каждым годом. Самого лучшего качества торф встречается по pp. Паре и Воже.

### Климат
Климат Рязанской губернии не отличается существенно от климата соседних с ней губерний. Самые продолжительные наблюдения имеются в с. Гулынке, где А. В. Головнин устроил метеорологическую станцию. Средняя температура января −11 °C, апреля +3,5 °C, июля +19 °C; октября +11,3 °C; года +3,9 °C. Осадков за год выпадает 471 мм, всего более в июле, 67 мм. Облачность за год 6,4; наибольшая в ноябре — 8,2, наименьшая в июле 5,2. В г. Скопине средняя температура января −1 0,7, апреля +4,1 °C, июля +20,3 °C, сентября +11,8 °C, года +4,4 °C. Всего прохладнее лето в болотистой Мещерской стороне.

## Административное деление

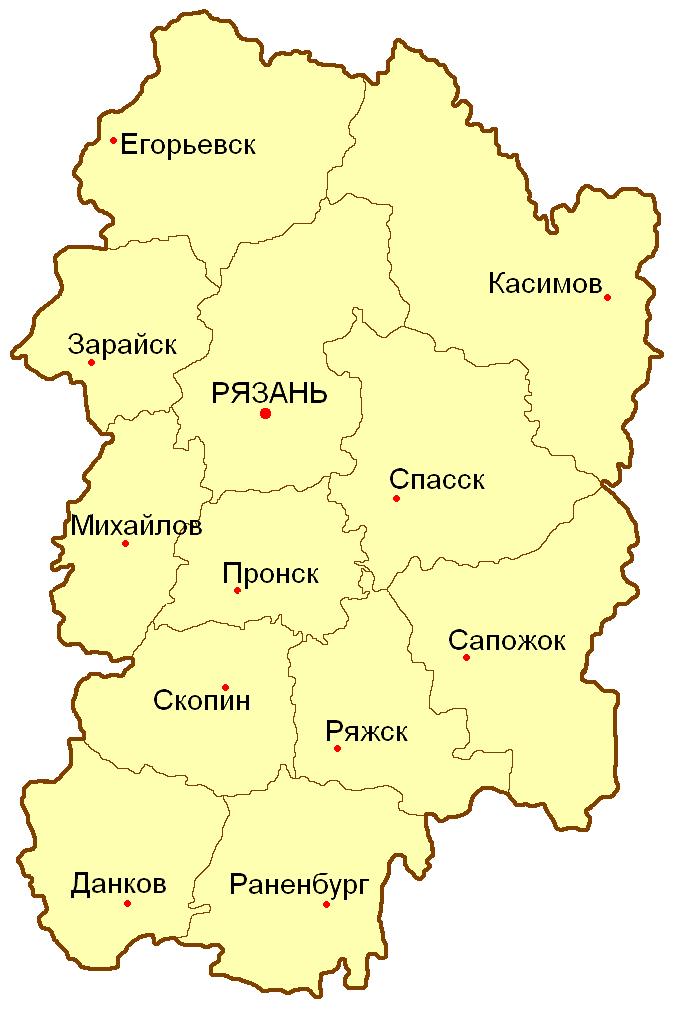
Карта административного деления Рязанской губернии

В 1796 году губерния делилась на 9 уездов: Зарайский, Касимовский, Михайловский, Пронский, Раненбургский, Ряжский, Рязанский, Сапожковский и Скопинский.
В 1802 году образованы Данковский, Егорьевский и Спасский уезды и вплоть до 1919 года губерния состояла из 12 уездов.
| №  | Уезд          | Уездный город (население) | Герб уездного города | Площадь, кв. вёрст | Население (1897), чел. |
| -- | ------------- | ------------------------- | -------------------- | ------------------ | ---------------------- |
| 1  | Данковский    | Данков (9 121 чел.)       |                      | 2 204,4            | 105 746                |
| 2  | Егорьевский   | Егорьевск (19 239 чел.)   |                      | 3 471,4            | 153 299                |
| 3  | Зарайский     | Зарайск (8 054 чел.)      |                      | 2 398,8            | 114 834                |
| 4  | Касимовский   | Касимов (13 547 чел.)     |                      | 4 991,5            | 167 247                |
| 5  | Михайловский  | Михайлов (9 162 чел.)     |                      | 2 579,1            | 151 709                |
| 6  | Пронский      | Пронск (7 907 чел.)       |                      | 2 113,4            | 109 755                |
| 7  | Раненбургский | Раненбург (15 331 чел.)   |                      | 2 701,7            | 152 691                |
| 8  | Ряжский       | Ряжск (14 835 чел.)       |                      | 2 562,3            | 138 854                |
| 9  | Рязанский     | Рязань (46 122 чел.)      |                      | 3 897,9            | 212 683                |
| 10 | Сапожковский  | Сапожок (8 550 чел.)      |                      | 3 653,2            | 161 720                |
| 11 | Скопинский    | Скопин (13 247 чел.)      |                      | 2 434,8            | 176 682                |
| 12 | Спасский      | Спасск (4 759 чел.)       |                      | 3 836,2            | 156 976                |

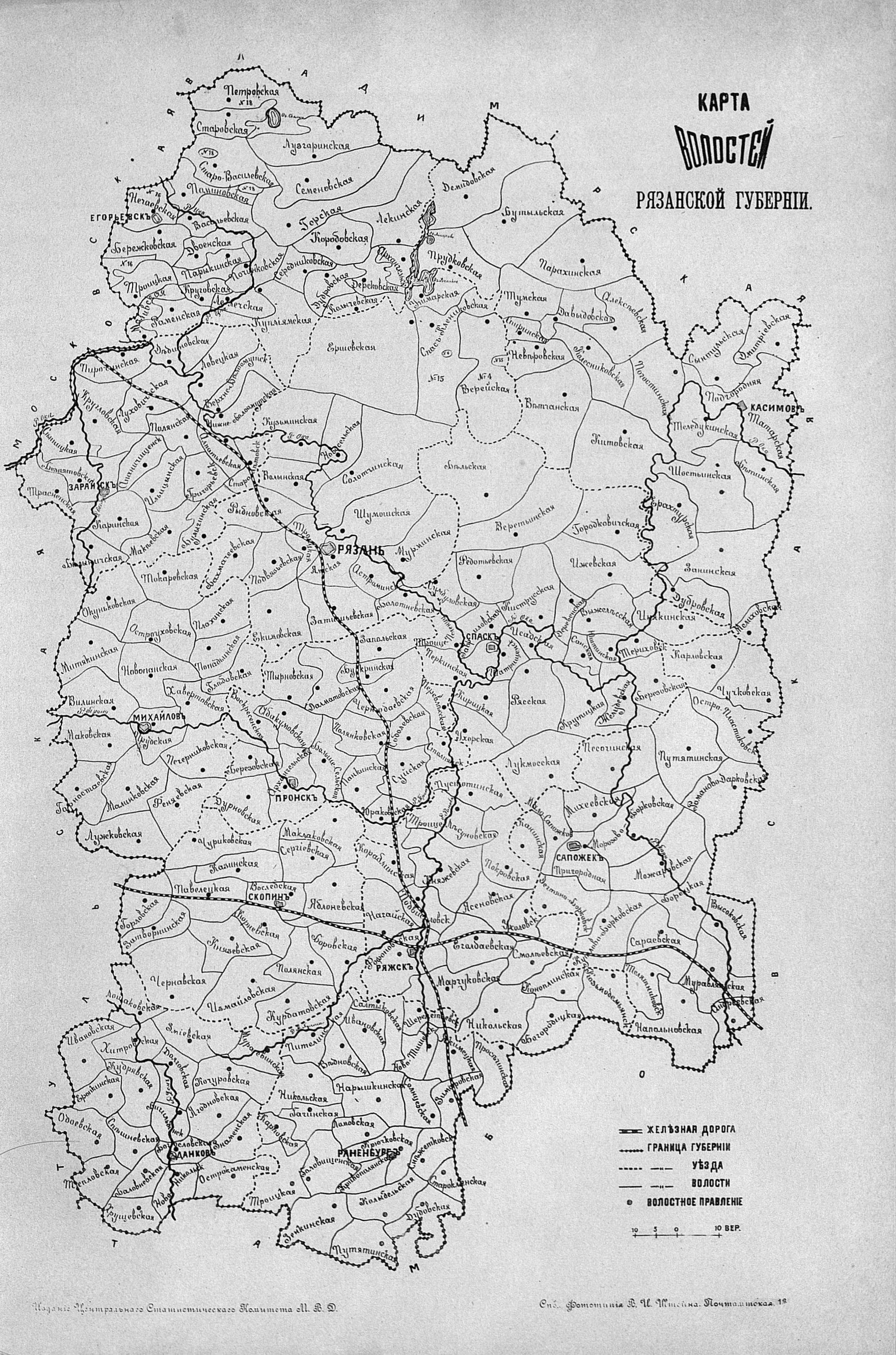
Волости Рязанской губернии

В 1919 образован Спас-Клепиковский район, а в 1921 году он был преобразован в Спас-Клепиковский уезд).
В 1923 году Егорьевский уезд передан в Московскую губернию, а ещё через год из Тамбовской губернии были переданы Елатомский и Шацкий уезды.
В 1924 году Данковский, Елатомский, Михайловский, Пронский, Сапожковский и Спас-Клепиковский уезды были упразднены.
В 1928 году Раненбургский уезд отошёл к Центрально-Чернозёмной области.
Постановлением Президиума ВЦИК «Об образовании на территории РСФСР административно-территориальных объединений краевого и областного значения» от 14 января 1929 года с 1 октября 1929 года Рязанская губерния была упразднена. Была образована Центрально-промышленная область (с 3 июня 1929 года — Московская область) с центром в городе Москве, в составе, в качестве основного массива, губерний Московской, Тверской, Тульской и Рязанской.

## Руководство губернии

### Генерал-губернаторы
| Ф. И. О.                     | Титул, чин, звание                                                   | Время замещения должности |
| ---------------------------- | -------------------------------------------------------------------- | ------------------------- |
| Гудович Иван Васильевич      | генерал от инфантерии                                                | 1796—08.01.1797           |
| Балашов Александр Дмитриевич | генерал-адъютант, генерал-лейтенант (c 1823 — генерал от инфантерии) | 04.11.1819—10.04.1828     |

### Губернаторы
| Ф. И. О.                                 | Титул, чин, звание | Время замещения должности |
| ---------------------------------------- | --- | ------------------------- |
| Коваленский Михаил Иванович              | тайный советник | 13.03.1796—1800           |
| Сонин Дмитрий Степанович                 | действительный статский советник | 14.06.1800—22.05.1801     |
| Шишков Дмитрий Семёнович                 | действительный статский советник | 22.05.1801—17.03.1806     |
| Муханов Александр Ильич                  | действительный статский советник | 17.03.1806—27.03.1811     |
| Бухарин Иван Яковлевич                   | действительный статский советник | 08.04.1811—19.08.1814     |
| Князев Иван Иванович                     | статский советник | 17.05.1815—10.07.1819     |
| Наумов Николай Александрович             | действительный статский советник | 22.07.1819—26.11.1821     |
| Лобанов-Ростовский Алексей Александрович | князь, камергер, действительный статский советник                                                                                   | 1821—17.02.1824           |
| Шредер Николай Иванович                  | действительный статский советник | 17.02.1824—1828           |
| Карцов Павел Степанович                  | генерал-майор | 22.02.1828—20.10.1830     |
| Грохольский Николай Мартынович           | действительный статский советник | 12.02.1831—21.06.1831     |
| Перфильев Степан Васильевич              | действительный статский советник | 21.06.1831—1836           |
| Прокопович-Антонский Владимир Михайлович | действительный статский советник | 1.01.1836—10.05.1841      |
| Крылов Дмитрий Сергеевич                 | действительный статский советник | 21.05.1841—26.03.1843     |
| Кожин Павел Сергеевич                    | статский советник (действительный статский советник)                                                                                | 26.05.1843—16.08.1851     |
| Новосильцев Пётр Петрович                | в звании камергера, действительный статский советник                                                                                | 05.09.1851—08.02.1858     |
| Клингенберг Михаил Карлович              | в звании камергера, действительный статский советник, и. д. (утверждён 31.12.1858)                                                  | 08.02.1858—06.09.1859     |
| Муравьёв Николай Михайлович              | действительный статский советник | 06.09.1859—16.11.1862     |
| Стремоухов Пётр Дмитриевич               | статский советник, и. д. (утверждён с произведением в действительные статские советники 19.04.1864)                                 | 23.11.1862—14.10.1866     |
| Болдарёв Николай Аркадьевич              | статский советник, и. д. (утверждён с произведением в действительные статские советники 16.04.1867)                                 | 14.10.1866—07.12.1873     |
| Абаза Николай Саввич                     | гофмейстер, действительный статский советник                                                                                        | 20.01.1874—04.04.1880     |
| Зыбин Сергей Сергеевич                   | статский советник, в звании камергера, и. д. (произведён в действительные статские советники 19.02.1881 с утверждением в должности) | 20.04.1880—01.07.1882     |
| Тройницкий Николай Александрович         | действительный статский советник | 13.07.1882—03.11.1883     |
| Гагарин Константин Дмитриевич            | князь, действительный статский советник                                                                                             | 03.11.1883—01.01.1886     |
| Кладищев Дмитрий Петрович                | генерал-майор | 27.02.1886—16.02.1893     |
| Брянчанинов Николай Семёнович            | гофмейстер, действительный статский советник                                                                                        | 16.02.1893—27.08.1904     |
| Ржевский Сергей Дмитриевич               | в звании камергера, действительный статский советник                                                                                | 27.08.1904—23.11.1905     |
| Левашов Владимир Александрович           | действительный статский советник (тайный советник)                                                                                  | 23.11.1905—23.08.1910     |
| Оболенский Александр Николаевич          | князь, в звании камергера, статский советник (действительный статский советник)                                                     | 23.08.1910—1914           |
| Кисель-Загорянский Николай Николаевич    | в звании камергера, действительный статский советник                                                                                | 1915—1917                 |

### Губернские предводители дворянства
| Ф. И. О.                          | Титул, чин, звание                                                     | Время замещения должности |
| --------------------------------- | ---------------------------------------------------------------------- | ------------------------- |
| Вердеревский Иван Васильевич      | штабс-ротмистор                                                        | 1788—1791                 |
| Ниротморцов Николай Алексеевич    | полковник                                                              | 1791-1794                 |
| Дмитриев-Мамонов Пётр Иванович    | полковник (статский советник)                                          | 1794—1797                 |
| Коробьин Григорий Степанович      | секунд-майор                                                           | 1797—1798                 |
| Вердеревский Алексей Алексеевич   | статский советник                                                      | 1798—1799                 |
| Апухтин Николай Захарович         | подполковник                                                           | 1799—1803                 |
| Измайлов Лев Дмитриевич           | генерал-майор                                                          | 1803—1807                 |
| Измайлов Михаил Васильевич        | статский советник                                                      | 1807—1809                 |
| Измайлов Лев Дмитриевич           | генерал-майор                                                          | 1809—1813                 |
| Лихарев Михаил Дмитриевич         | полковник                                                              | 1813—1816                 |
| Ладыгин Пётр Николаевич           | майор                                                                  | 1816—1819                 |
| Маслов Дмитрий Николаевич         | подполковник                                                           | 1819—1821                 |
| Ладыгин Пётр Николаевич           | майор                                                                  | 1821—1827                 |
| Муромцев Матвей Матвеевич         | статский советник                                                      | 1827—1830                 |
| Ракитин Алексей Афанасьевич       | штабс-капитан                                                          | 1830—1836                 |
| Реткин Николай Николаевич         | полковник                                                              | 01.1836—1843              |
| Бухвостов Пётр Николаевич         | штабс-капитан (надворный советник)                                     | 1843—04.01.1853           |
| Реткин Александр Николаевич       | ротмистр, и. д.                                                        | 1853—1854                 |
| Бухвостов Пётр Николаевич         | статский советник                                                      | 1854—04.01.1857           |
| Селиванов Алексей Васильевич      | отставной подполковник                                                 | 04.01.1857—02.01.1860     |
| Реткин Александр Николаевич       | действительный статский советник                                       | 02.01.1860—18.01.1866     |
| Чаплыгин                          | коллежский секретарь, и. д.                                            | 18.01.1866—10.06.1866     |
| Реткин Александр Николаевич       | действительный статский советник                                       | 10.06.1866—08.11.1875     |
| Рюмин Фёдор Николаевич            | в звании камер-юнкера, коллежский советник, и. д.                      | 08.12.1875—04.02.1878     |
| Муромцев Леонид Матвеевич         | в звании камергера, действительный статский советник (тайный советник) | 04.02.1878—20.09.1899     |
| Лихонин Иван Николаевич           | действительный статский советник                                       | 20.09.1899—10.02.1900     |
| Драшусов Владимир Александрович   | в должности гофмейстера, действительный статский советник, шталмейстер | 10.02.1900—1912           |
| Петрово-Соловово Борис Михайлович | Свиты Его Величества генерал-майор                                     | 08.02.1914—1917           |

### Вице-губернаторы
| Ф. И. О.                            | Титул, чин, звание | Время замещения должности |
| ----------------------------------- | --- | ------------------------- |
| Тредьяковский Лев Васильевич        | действительный статский советник                                                                                            | 1796—29.08.1797           |
| Кочетов Николай Иванович            | статский советник (действительный статский советник)                                                                        | 29.08.1797—04.06.1798     |
| Сабуров Пётр Фёдорович              | действительный статский советник                                                                                            | 25.06.1798—22.12.1798     |
| Лихарев Иван Дмитриевич             | бригадир (действительный статский советник)                                                                                 | 01.01.1799—1806           |
| Ржевский Григорий Павлович          | действительный камергер | 06.06.1806—12.06.1809     |
| Князев Иван Иванович                | статский советник | 13.10.1809—17.05.1815     |
| Кропотов Александр Петрович         | коллежский советник | 12.07.1815—1818           |
| Каменев Герасим Григорьевич         | статский советник | 1818—23.11.1821           |
| Пейкер Иван Устинович               | статский советник | 23.11.1821—1824           |
| Прутченко Борис Ефимович            | коллежский советник | 10.03.1824—11.01.1830     |
| Дашков Андрей Васильевич            | коллежский советник | 11.01.1830—31.05.1836     |
| Княжевич Николай Максимович         | коллежский советник | 10.07.1836—01.1838        |
| Бухало Василий Иванович             | коллежский советник | 01.02.1838—10.04.1841     |
| Пфеллер Владимир Филиппович         | коллежский советник | 27.04.1841—28.12.1843     |
| Хитрово Николай Александрович       | коллежский советник | 28.12.1843—30.10.1849     |
| Веселовский Сергей Семёнович        | коллежский советник (статский советник)                                                                                     | 31.10.1849—06.03.1858     |
| Салтыков-Щедрин Михаил Евграфович   | коллежский советник | 06.03.1858—03.04.1860     |
| Иванов Павел Егорович               | статский советник (действительный статский советник)                                                                        | 03.04.1860—31.01.1864     |
| Поливанов Дмитрий Александрович     | действительный статский советник                                                                                            | 28.02.1864—21.04.1865     |
| Болдарёв Николай Аркадьевич         | статский советник | 21.04.1865—14.10.1866     |
| Волков Аполлон Николаевич           | надворный советник, и. д. (утверждён с произведением в коллежские советники 16.04.1867), (действительный статский советник) | 21.10.1866—15.07.1882     |
| Демидов Михаил Денисович            | камергер, коллежский советник (действительный статский советник)                                                            | 06.08.1882—12.05.1888     |
| Петровский Лев Николаевич           | надворный советник | 12.05.1888—14.12.1889     |
| Гордеев Николай Николаевич          | коллежский секретарь | 14.12.1889—28.10.1893     |
| Лодыженский Александр Александрович | действительный статский советник                                                                                            | 28.10.1893—20.09.1902     |
| Татищев Дмитрий Николаевич          | граф, в звании камер-юнкера, надворный советник (коллежский советник)                                                       | 30.09.1902—20.01.1907     |
| Муравьёв Николай Леонидович         | граф, действительный статский советник                                                                                      | 20.01.1907—04.10.1908     |
| Игнатьев Алексей Николаевич         | граф, в должности церемониймейстера                                                                                         | 04.10.1908—21.09.1909     |
| Колобов Владимир Арсеньевич         | коллежский советник | 21.09.1909—1913           |
| Крейтон Александр Николаевич        | действительный статский советник                                                                                            | 1913—1916                 |
| Давыдов Сергей Сергеевич            | надворный советник | 1916—1917                 |

## Население

### Численность населения
| Год  | Население, чел. | В том числе городское, чел. |
| ---- | --------------- | --------------------------- |
| 1847 | 1 286 519       |                             |
| 1897 | 1 827 539       | 167 866                     |
| 1905 | 2 074 600       |                             |
| 1926 | 2 428 914       |                             |

### Национальный состав
Население великорусское, за исключением 6 тыс. татар и небольшого числа лиц других национальностей. Татары жили в г. Касимове и его уезде.

Они появились в крае в 1446 г., когда с разрешения великого князя Василия Тёмного татарскому царевичу Касиму дан был мещерский городок Городец.

Касимовское царство существовало до смерти последнего царевича (1681), после чего окончательно было присоединено к Русскому царству.
До X в. местность Рязанской губернии по среднему течению Оки была населена финно-угорскими племенами (муромой, мещерой и др.).
Национальный состав в 1897 году:
| Уезд             | русские | татары |
| ---------------- | ------- | ------ |
| Губерния в целом | 99,4 %  | …      |
| Данковский       | 99,8 %  | …      |
| Егорьевский      | 99,3 %  | …      |
| Зарайский        | 99,4 %  | …      |
| Касимовский      | 97,1 %  | 2,8 %  |
| Михайловский     | 100,0 % | …      |
| Пронский         | 99,9 %  | …      |
| Раненбургский    | 100,0 % | …      |
| Ряжский          | 99,9 %  | …      |
| Рязанский        | 98,6 %  | …      |
| Сапожковский     | 99,9 %  | …      |
| Скопинский       | 99,4 %  | …      |
| Спасский         | 99,9 %  | …      |

### Вероисповедание
Вероисповедание в 1897 году:
- 98,6 % — православные
- 0,9 % — раскольники
- 0,4 % — магометане
- 0,1 % — других вероисповеданий

### Род деятельности
- 86 % всех жителей составляют крестьяне,
- 8,1 %— состоящие на военной службе,
- 4,0 % — купцы и мещане,
- 0,8 % — дворяне и чиновники,
- 0,8 % — духовенство,
- 0,3 % — лица других сословий.

### Плотность населения
На 1 кв. версту приходится во всей губернии 49,6 жит.
Селений 3362.
В среднем на 1 селение приходится дворов 77 и 494 жителей.
Число жителей на кв. версту:
- Скопинский — 73
- Михайловский — 62
- Рязанский — 57

…
- Егорьевский — 45
- Спасский — 44
- Касимовский — 37.

Число жителей на 1 селение:
- Раненбургский — 612 жит.
- Сапожковский — 709
- Скопинский — 739
- Спасский — 843

…
- Рязанский — 384
- Егорьевский — 294

### Прочее
Число общин — 5402. Рабочее население распределялось (по подворн. переписи 1887 г.) так:
работников (от 18 до 60 лет) — 406 279, или 50 % общего числа лиц мужского пола; работниц (16 до 55 лет) — 418 722, или 51 %.
Семей без работников муж. пола было 10 161 или 3,1 %.

### Дворянские роды[7]
- Гославские

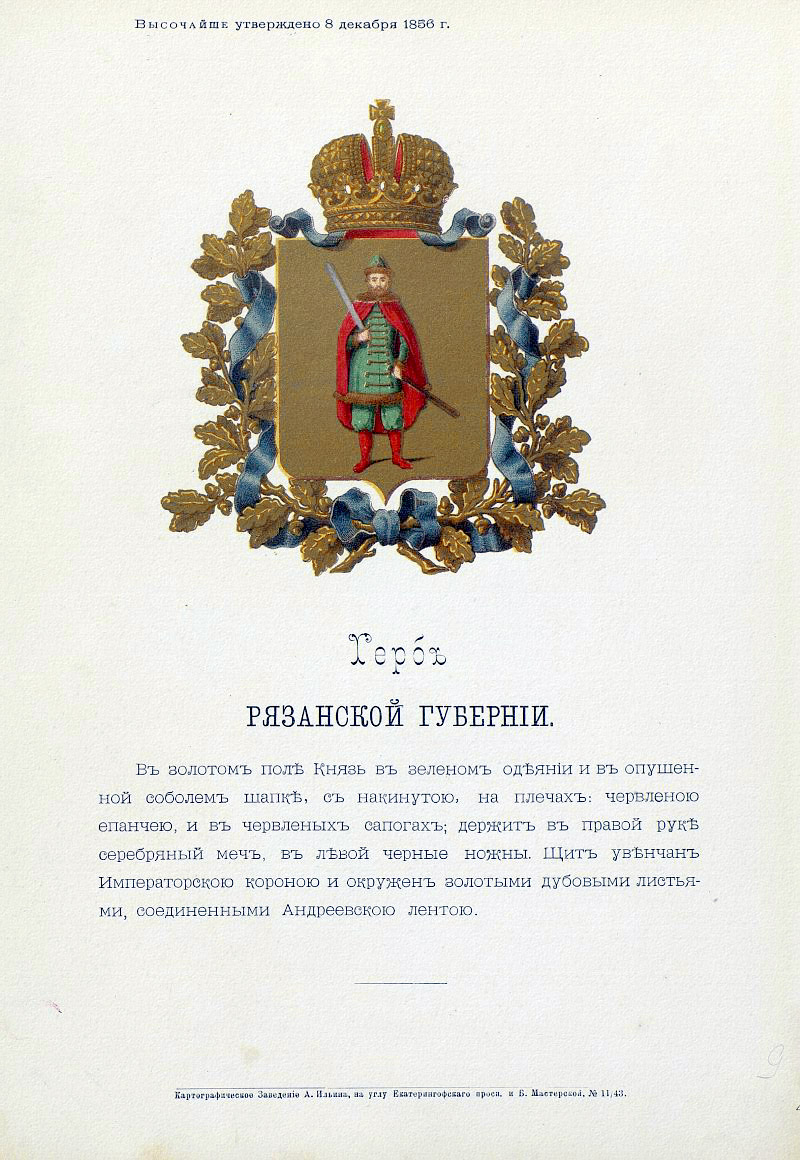
Герб губернии c оф.описанием, утверждённый Александром II (1856)

- Жемайловы (VI часть родословной книги Рязанской губернии).
- Тарасовы
- Юмашевы

## Экономика

### Землевладение
Из 3737353 дес. учтенной Центр. стат. комит. земли принадлежало (в 1887-88 г.) крестьянам в наделе 1944468 дес. (52 %), частным собственникам 1510172 дес. (40,4 %), казне 196459 дес. (5,3 %), различным учреждениям 86254 дес. (2,3 %). Всего больше надельной земли на домохозяина приходится в Касимовском у, — 9,8 дес., всего меньше в Ряжском — 6,1 дес. По всей губернии на наличную душу (обоего пола) приходится 1,2 дес. Безземельных крестьян 15544 семей. Из 4436 общин в 120 существует подворное владение, в 6 общинно-участковое, в 99 — четвертное, в 18 — душевое-четвертное, в 4193 — общинное. При общинном владении в 1480 случаях производились переделы земли, в 369 — регулирование пользования землей при помощи передачи части её от одного хозяина к другому («свалка и навалка»); в 2344 переделов не бывает. Разверстка земли производится при переделах по наличным душам в 462 общинах, по работным тяглам — в 479 общинах, по ревизским душам, имущественному положению и др. основаниям — в 539 общинах. Из 1438 общин в 684 переделы производились через неопределенное число лет, в 174 — менее чем через 10 лет, в 215 — через 10, в 175 — через 12, в 190 — через 15 и более лет. В уездах плодородных переделы производились в сроки от 9 до 12 лет, в менее плодородных — чаше, в неопределенное время. Подворное владение более распространено в Зарайском уезде, четвертное и душевое-четвертное — в Касимовском, у татар. Купленной земли у крестьян 275297 дес.; из них при содействии крестьянского банка (в 1883-98 гг.) приобретено 49421 дес., за которые заплачено 4833 тыс. руб. (в том числе ссудой банка 4143 тыс. р.); в покупках этих участвовало 165 селений, 249 крестьянских товариществ и 22 отдельных домохозяина, всего же прикупили землю при помощи банка 14120 домохозяев, с 52935 наличными муж. пола душами. Более всего прикуплено земли крестьянами в уездах Егорьевском (56 тыс. десятин), Рязанском (37), Касимовском (27), Зарайском (26) и Спасском (26 тыс. десятин). Дворянское землевладение уменьшается из года в год; по сведениям дворянского банка, за 30 лет оно сократилось с 1297862 дес. (1865 г.) до 830030 дес. (1895), то есть на 36 %. Заложено в одном дворянском банке земли (к 1 янв. 1899 г.) 328827 дес. Из других частных собственников более всего земли у купцов — 224570 дес. Казённые земли сосредоточены гл. образом в уездах Егорьевском (67), Касимовском (56) и Рязанском (35 тыс. десятин); это — большей частью лесные дачи (в 3 уездах казённых лесов около 107 тыс. десятин) и неудобные земли (в одном Касимовском уезде свыше 27 тыс. десятин).
Губерния в старину была весьма богата лесами. По словам иностранных и русских путешественников XIV и XVI ст., все пространство, входящее теперь в состав губернии, было покрыто дремучими лесами. При генеральном размежевании (в конце XVIII в.) лесов было 1413 тыс. десятин, или 38,3 % всей площади; в настоящее время их 722 тыс. десятин, или 19 %. Чертой раздела лесистой части губернии от безлесной может служить прямая линия, проведенная от устья р. Цны к истокам р. Пары. Этой чертой губерния разделяется на две почти равные части: северо-восточную — лесистую и юго-западную — почти совершенно лишенную леса. Лесами заняты по преимуществу земли худшего качества (песчаные, тощие суглинистые и т. д.).
В северных уездах преобладают хвойные породы: сосна в уездах Касимовском, Егорьевском и Зарайском составляет половину всего насаждения, в Рязанском — 5/8; ель составляет 1/8 всего насаждения в уездах Касимовском, Егорьевском и Рязанском, значительно распространена в северной части Спасского и часто встречается в Зарайском. Из лиственных пород береза и осина составляют 1/4 насаждения в Егорьевском и Рязанском уезде вместе с дубом, ольхой и другими лиственными породами, 1/8 насаждения — в Касимовском; они преобладают также в уезде Зарайском и в южной части Спасского уезда. В лиственных лесах растут ещё ива, клен, ясень, орешник, ольха и пр. В начале 70-х годов XIX в. строевые леса составляли 43,5 % всей лесной площади, дровяные — 36 %; в настоящее время строевые и дровяные леса значительно вырублены. Покосов в губернии, по свед. Цен. стат. ком., 374 тыс. десятин, из них 160 тыс. десятин заливных. Особенно хороши приокские поймы, которых считается 105000 дес.
Средний укос сена с пойм 200—250 пудов, на лучших же лугах доходит до 850 пудов с дес. Лежащие при Оке селения снабжают сеном, между прочим, московский рынок; всего окского сена убирается до 23 млн пудов.
Выгонов, пастбищ и т. п. угодий в Рязанской губернии 193 тыс. десятин. В уездах Рязанском, Спасском, Егорьевском и Касимовском они составляют от 12 до 18 тыс. десятин, в остальных уездах — от 4 до 8 тыс. десятин.
Пахотные земли в чернозёмных уездах (Данковском, Раненбургском, Сапожковском, Ряжском, Скопинском и Михайловском) составляют 80 % всей площади, в уездах Пронском, Рязанском и Зарайском — 54 %, в уездах Егорьевском, Касимовском и Спасском, где почва по преимуществу песчаная, — 29 %. Пахотные земли (вместе с усадебными, огородами и садами) составляют в общем 2195 тыс. десятин, или 58 %. Большинство пахотных земель принадлежит крестьянам в наделе — 1375 тыс. десятин; у частных владельцев их 770 тыс. десятин Земледелие составляет исключительное занятие населения южной половины губернии и одно из главнейших в Мещерской стороне. Посевная площадь в 1897 г. равнялась 1170866 дес.; 2/3 её принадлежат крестьянам и свыше 200 тыс. десятин снимается ими в аренду. Преобладающая система полеводства — трехпольная; многополье введено в весьма немногих частновладельческих хозяйствах.
В 1897 г. на владельческих и крестьянских землях было засеяно оз. ржи 599113 дес., яровой — 656 д., оз. пшеницы — 3685 дес., яровой — 1081 дес., овса — 376038 д., ячменя — 132 д., гороха — 7374 дес., картофеля — 84100 дес. На потребности населения губернии хлеба не хватает. В уездах Ряжском, Раненбургском, Михайловском, отчасти и в Сапожковском, Данковском, Скопинском и Пронском в последние годы крестьяне занимаются табаководством; в 1896 г. табачных плантаций было 13216, в 703 дес.; сбор табаку превышал 18 тыс. пудов. Огороды с промышленной целью весьма редки; мещане г. Скопина специально занимаются огородничеством и сбывают овощи, особенно лук, в Москву, Санкт-Петербург и даже в Варшаву. Бахчеводство — на юге губернии; разводят арбузы, дыни, огурцы, иногда и подсолнухи; продукты эти сбываются большей частью на месте.
Садоводство развито и носит промышленный характер, особенно в Спасском уезде, где, например, в с. Исадах при каждом почти дворе есть фруктовый сад с различными сортами яблок и груш; на общественной земле крестьяне разбили более 10 садовых питомников; продукты садоводства продаются на ярмарках и отправляются в Москву и другие города. Много садов с промышленной целью содержатся частными землевладельцами и духовенством. В садах разводятся яблоки, груша, вишня, реже слива; из ягодных растений наиболее распространены крыжовник, смородина и малина. Несколько питомников снабжают привитыми саженцами. В уездах Егорьевском и Касимовском развито хмелеводство.
В 1896 г. в Рязанской губернии было лошадей 303583, рогатого скота 323609 голов, овец простых 806667 и тонкорунных 138, свиней 162968, коз 1789. Овцеводство вообще развивается, тонкорунное падает. Конских заводов 59, большей частью в Раненбургском уезде (19 заводов; лошади принадлежат преимущественно к рысистой породе). Всего жеребцов на заводах губернии было 289 маток 1328. В г. Рязани заводская конюшня госуд. коннозаводства. Лошадьми значительно богаче южная сторона губернии; в ней приходится на 1 кр. двор 1,45 голов, в северной же части — только 0,96. Крупного рог. скота больше в северной части — 2,05 голов на двор, тогда как в южной — 1,4 голов. Заводов скота 11.
Пчеловодство развито в лесистых местностях уездах Касимовского, Егорьевского и Спасского. В уездах Ряжском и Михайловском, где леса почти сведены и земля распахана, пчеловодство встречается только как любительское занятие. В последние годы распространяется рациональное пчеловодство: устраивались курсы по пчеловодству при пчельнике П. П. ф. Дервиза (Пронского уезда). Ульев (колод) в Касимовском уезде 16121, Егорьевском — 12936, Спасском — 11256, Сапожковском — 10223, Ряжском — 5992, Михайловском — 5928.
Рыболовство, как промысел, существует только в немногих местах по pp. Оке, Проне и Ранове, а также при озёрах. Рыболовы Ловецкой волости Зарайского уезда ловят рыбу артелями. Рыба сбывается в Рязани, Коломне и московским скупщикам.

### Промыслы
Не находя в земледелии достаточных средств к существованию, крестьяне северной половины губернии исстари обратились к промыслам. Лиц мужского пола, занятых промыслами, считается около 200 тыс.; более всего их в уездах Егорьевском — 32 тыс., Спасском — 29 тыс., Касимовском — 27 тыс., Михайловском — 22 тыс., Зарайском — 21 тыс., Ряжском — 20 тыс., Сапожковском — 18 тыс., Пронском — 18 тыс. Местными промыслами более всего занимаются в уездах Егорьевском, Спасском и Касимовском. Уходят на сторону более всего из тех же уездах и, кроме того, из Михайловского и Зарайского. Женщин, занятых промыслами, по 8 уездам насчитывается более 40 тыс.; отхожим промыслом занята из них только пятая часть, остальные имеют местные заработки. Более всего женщин, занятых промыслами, в уездах Егорьевском — 19 тыс., Спасском и Михайловском — по 5 тыс. в каждом. В городах 15743 ремесленника; из них ткачей — 2463, сапожников и башмачников — 2098, ямщиков и извозчиков — 1315, кузнецов — 1124, хлебников и булочников — 961, столяров и плотников — 939, портных — 906, мясников и колбасников — 508. Более всего ремесленников в Рязани — 3689, Егорьевске — 3675, Касимове — 3672 и Скопине — 1877; в этих четырёх городах всего 12913 ремесленников (почти 82 %), а на все остальные 8 городов падает только 18 % общего числа. В Егорьевске сосредоточены почти все ткачи, в Касимове — сапожники, башмачники и кузнецы. В селениях ремесленников 91628; всего больше плотников, ткачей и портных.
Из женских кустарных промыслов развито производство кружев и вышивок. Центры кружевниц — гг. Рязань, Скопин и Михайлов с их пригородными слободами. Для развития кружевного дела в губернии основаны специальные школы в уездах Михайловском, Данковском и Скопинском, Школы эти учреждены частными лицами, но получают субсидии от минист. землед. и госуд. имущ. Кроме того, на средства кустарного музея в г. Рязани обучаются девочки плетению кружев.
В г. Касимове кустари-кузнецы перерабатывают до 150 тыс. пудов железа ежегодно; кузнечное производство развито по всему уезду. Татары того же уезда занимаются обработкой кожи; этот промысел издавна существует также в уездах Ряжском и Спасском.
В Спасском и Пронском уездах развито производство шерстобитно-валяльное (битье овечьей шерсти и валяние из неё полостей, войлоков, обуви и т. д.); промысел этот в значительной степени носит характер отхожего.
Столярно-плотнический, колесно-тележный и бондарный промыслы встречаются среди населения Касимовского, Егорьевского, Спасского и Сапожковского уездов. В Сапожковском уезде с 1850-х годов развилось изготовление молотилок.
Изготовление рогож и кулей, витье веревок, вязанье рыболовных сетей развиты в уездах Егорьевском, Касимовском и Спасском, изготовление хлопчатобумажных тканей — в Егорьевском, а также в Зарайском и Рязанском уездах.
Гончарное производство преобладает в уездах Скопинском, Егорьевском и Сапожковском, изготовление жерновов — в Данковском уезде.
Фабрик и заводов с производством не менее чем на 1000 руб. в 1896 г. в губернии было 4008, с 24 923 рабочими и производством на 22119500 руб.
По числу первое место занимают заведения по очистке зерна, затем кирпичные — 535, маслобойные — 526, скорняжные и овчинные — 515, суконные и шерстобитные — 400, мукомольные — 370.
По производительности первое место занимают бумагопрядильные фабрики; на 1 фабр. в Егорьевске производство достигло 7000000 руб.); затем следуют 23 фабрики бумаготкацкие — 4225400 руб., с 3624 раб., из которых 7, с производством в 3706000 руб., в г. Егорьевске, а остальные 16 — в Егорьевском и Зарайском уездах; мукомольное производство имеет оборот в 1171400 руб., ватное — на 1008500 руб.
По размерам оборотов из числа городов первое место занимают Егорьевск (бумаготкацкие и бумагопряд. фабрики, на 11023700 руб.), Касимов (кожевенные, льнопрядильные и фабрики жестяных изделий на 1426800 руб.), Рязань (зав. машиностроительный, винокуренный, чугунолитейный, 3 восковых свечей на 657400 руб.), Зарайск (мыловаренный завод, туфельная фабрика и др. на 286600 руб.) и Скопин (140900 руб.).
По уездам (без городов) сумма производства фабрик и заводов: в уездах Рязанском (243500 руб.), Зарайском (1194200 руб.), Егорьевском (970200 руб.), Касимовском (759200 руб.), Спасском (619700 руб.), Сапожковском (516200 руб.), Раненбургском (453900 руб.), Пронском (452300 руб.), Ряжском (328600 руб.), Данковском (279000 руб.), Михайловском (176606 руб.) и Скопинском (141800 руб.).
В Рязанском уезде сосредоточено почти все суконное производство губернии, а также шерстобитное и ватное; в Зарайском преобладают производства мукомольное, щетинное, известкообжигательное и алебастровое; в Егорьевском — бумаготкацкие, бумагопрядильные, красильные, набивные и синильные фабрики; в Касимовском — лесопильные и зеркальные заводы; в Спасском — крахмальные, стеклянные и паточные заводы; в Сапожковском — мукомольные, крахмальные, крупяные заведения. Таким образом, фабрично-заводская промышленность по производству питательных продуктов развита более всего в южных, чернозёмных уездах, производства же по обработке волокнистых веществ, дерева, кожи, металлов — в уездах северных.
По сведениям акцизного ведомства, винокуренных заводов в 1896 г. было 28: перекурено ими сухих хлебных припасов 90000 пудов, зелёного солода — 154000 пудов, картофеля — 136200 пудов, крахмала 14000 пудов; получено спирта 738000 ведер. На 1 дрожжевом заводе получено хлебных дрожжей 750 пудов. Медоваренных зав. 4, выделавших 3800 ведер меда. В г. Рязани 2 небольших зав. для приготовления одеколона и духов из вина и спирта, оплаченных акцизом. Спичечных фабрик 21, из которых 16 выделывали только фосфорные спички (4 547 000 000 шт.), а 5 — фосфорные и другие. Табачных фабрик — 4; на них выделано махорки курительной — 19600 пудов, нюхательного табаку — 700 пудов, прессованного — 500 пудов.

### Торговля
В 1896 году выдано разных торговых документов 19 476 (в том числе, свидетельств 1-й гильдии — 182, 2-й — 5488, на мелочный торг — 9113; остальные 4693 — документы на развозной и разносный торг, приказчичьи и промысловые свидетельства). Торговая деятельность сосредоточена преимущественно в городах, более всего в Рязани, Егорьевск, Касимове, Скопине и Зарайске. Уезды этих городов тоже наиболее торговые; к ним следует причислить ещё Спасский уезд. Наименее торговый уезд — Данковский. Торговыми центрами служат преимущественно станции железной дороги. Главнейшие предметы торга в урожайные годы — хлебные продукты, отправляемые по железным дорогам и по реке Оке. Ярмарок в губернии 189, из них 155 в селениях. На ярмарки в 1896 году привезено товара на 3 484 008 руб., продано на 1 468 513 руб. Мест торговли крепкими напитками, не считая заводов, — 2028, мест торговли табачными изделиями 4181; акцизных сборов поступило 5 357 800 руб. Кредитные учреждения: отделения государственного банка, государственных дворянских и крестьянских банков; Международный москов. банк имеет отделения в г. Рязани, Егорьевске, Зарайске и Спасске. Сберегательные кассы имеются при уездн. казначействах и при многих почтово-телеграфных учреждениях.
Железные дороги:
1. Сызрано-Вяземская (от полустанка Кашина до станции Алексеевки) — 166 вёрст, от неё ветви: до с. Ухова — 7 вёрст и к Калинскому руднику 10 вёрст;
2. Рязанско-Уральская — от станции Рязань до полустанка Зимарова — 145 вёрст; от станции Ганенбург до Останова — 39 вёрст; от Останова до Данкова 22 вёрст и ветвь к р. Оке — 5 вёрст;
3. Московско-Казанская ветвь от станции Вышгородова до станции Чулкова — 112 вёрст; Луховицы — Зарайск — 25 вёрст; к пристани на реке Оке — 4 вёрст; Шиловская ветвь — 3 вёрст.

Из городов ещё не имеют жел. дорог Сапожок, Пронск, Михайлов, Спасск и Касимов.
Во время навигации пароходное сообщение с Нижним Новгородом по Оке, на 16 пристанях которой в 1896 году грузилось 458 судов, 54 плота и 201 пароход; ценность грузов — 1 083 481 руб.; разгружалось на 12 пристанях 638 судов, 223 плота и 150 пароходов; ценность грузов — 804 860 руб.
В 1896 году всеми почтово-телеграфными учреждениями губернии получено писем, посылок и т. п. на сумму 59 176 435 руб., отправлено на 56 629 952 руб. Телеграмм (внутренних) отправлено платных 63 007 и бесплатных 10 826, получено платных 75 599 и бесплатных 13 626; кроме того, учреждениями этими обменено 309 702 проходящих телеграммы. Получено из-за границы телеграмм 462, отправлено — 463. Дохода почтово-телеграфными учреждениями получено 294 250 руб. В Рязани открыта городская телефонная сеть.
Церквей правосл. в Рязанской губернии 1055, приходов — 873. Монастырей мужских 11 (с 386) и женских 8 (с 1457 монашествующими). Некоторые из церквей и монастырей очень древние. 1 лютеранская церковь, 10 мечетей (в Касимовском уезде).
В 1896 году было врачей 131 (из них 67 земских), ветеринарных врачей 17 (14 земских), повивальных бабок, фельдшеров, фельдшериц и лекарских учеников — 304. Больниц 55, из них 32 (на 526 коек) в селах и 23 городских, на 995 коек, в том числе в доме для умалишённых в г. Рязани 200 и в психиатрической колонии в с. Голенчине — 200. Аптек — 31. При губернской земской управе имеется бактериологическая станция. Губернское земство содержит инвалидный дом на 60 чел., женскую богадельню на 55 человек, приют для сирот и подкидышей и оказывает пособие нескольким благотворительным обществам. 14 городских и 23 сельских богадельни и 6 приютов в городах; в этих учреждениях призревалось 1408 человек. Расход на них составлял 70 492 руб. Благотворительные общества имеются при многих учебных заведениях в городах Рязани, Касимове, Зарайске, Данкове и Егорьевске.

### Повинности
Прямых налогов подлежало к поступлению (вместе с недоимками) в 1896 г. — 6663608 руб., в течение года поступило 3177544 руб., осталось невзысканных 3486064 руб. Косвенных налогов поступило 5337842 руб. Городских доходов 683688 руб., расходов 681128 руб. К 1 января 1896 г. было в городских кассах остатков от прежних лет 84316 руб. Более всего расходов в г. Рязани (171 тыс. руб.) и Скопине (117 тыс. руб.). Бюджет земств губернского и уездных по приходу составляет (1896) 1288918 руб.; в недоимке — 728507 руб. Губернское земство в 1898 г. должно было получить 738567 руб., израсходовать 738568 руб., в том числе на народное образование — 32264 руб., на медицинскую часть — 184184 руб., на общественное призрение — 18141, на дорожную часть — 272949 руб., содержание земского управления — 66240 руб., на уплату долгов — 90832 руб., на образование капиталов и т. п. — 54237 руб.

### Промышленность
- 1836 год — 125 заводов и фабрик
- 1847 год — 118 заводов и фабрик
- 1857 год — 127 заводов и фабрик

Промышленность по сведениям 1860 года по уездам:
| Уезд                                       | Число заводов и фабрик | Число винокуренных, свеклосахаренных и прочих |
| ------------------------------------------ | ---------------------- | --------------------------------------------- |
| Егорьевский уезд (в том числе Егорьевск)   | 17 (14)                | 0                                             |
| Касимовский уезд (в том числе Касимов)     | 29 (19)                | 1                                             |
| Спасский уезд (в том числе Спасск)         | 10 (0)                 | 5                                             |
| Рязанский уезд (в том числе Рязань)        | 12 (7)                 | 0                                             |
| Пронский уезд (в том числе Пронск)         | 4 (1)                  | 2                                             |
| Раненбургский уезд (в том числе Раненбург) | 7 (4)                  | 4                                             |
| Скопинский уезд (в том числе Скопин)       | 11 (10)                | 13                                            |
| Зарайский уезд (в том числе Зарайск)       | 2 (1)                  | 0                                             |
| Ряжский уезд (в том числе Ряжск)           | 20 (8)                 | 2                                             |
| Михайловский уезд (в том числе Михайлов)   | 9 (8)                  | 0                                             |
| Данковский уезд (в том числе Данков)       | 1 (0)                  | 12                                            |
| Сапожковский уезд (в том числе Сапожок)    | 0 (0)                  | 10                                            |

## Народное образование
В 1897 г. начальных школ в Рязанской губернии было 964, в том числе 357 церковно-приходских. Из числа светских школ министерских — 25, городских — 27, земских — 531, фабричных — 6, частных 18. Менее всего школ в уездах Данковском (5,2 %), Михайловском (6,5 %) и Пронском (6,6 %); больше всего земских школ в уездах Рязанском (73), Спасском (63), Сапожковском (60) и Касимовском (58). В городах 39 светских школ и 8 црк.-приходских, в селениях — 568 светских и 349 церковно-приходских. В 137 школах учились одни мальчики, в 56 — только девочки, в остальных — и те и другие. В 1896 — 97 г обучалось всего 64092 детей (52077 мальчиков и 12015 девочек), и кроме того, в школах грамоты 6398 детей. 64 % всех учащихся падает на земские школы, 24 % — на церк.-приходские. Учительский персонал в светских школах — 1462 чел. (в том числе 585 законоучителей и 335 учительниц), в црк.-приходских школах — 775. Расход на все школы в губернии — 462033 руб. (в том числе от земств губернии и уездов — 217 тыс. руб.). В среднем учителя получают: в светских школах 523 руб. в год, в црк.-приходских — 121 руб., учительницы в светских школах — 215 руб., в црк.-приходских — 111 руб. Средние учебные заведения: 1 мужская (с 343 учащимися) и 1 женская (316) гимназии, 3 мужских промышленных (1 из них преобразуется в среднетехническое училище), с 276 учащимися, 4 женских прогимназии (486), 2 реальных училища (243), учительская семинарии с практической при ней школой (127), дух. семинария (627), техническое училище (81), женское епархиальное (556) и 7 мужских дух. училищ (925). Низшие училища: 2 ремесленных (138), 11 уездных и городских (1422), 18 приходских (2229), школа при доме трудолюбия (72), детский приют, 5 монастырских училищ (246), 6 частных (158) и 1 воскресная школа (114). Рязанской губернии архивная комиссия; общества сельского хозяйства в г. Рязани и Ряжске и общество врачей в Рязани. Публичных библиотек 20, книжных магазинов и лавок 21, не считая базарных и монастырских лавок и книжных шкапов при ст. железной дороги. Типографий и литографий 16 (во всех городах, исключая Пронска). Фотографий 13. Газеты: «Губернские ведомости», «Епархиальные ведомости» и «Справочный листок»; все — в г. Рязани.

## История
В археологическом отношении Рязанская губерния представляет большой интерес. Многочисленные находки каменных и костяных орудий и оружий, глиняных изделий сделаны на местах так назыв. стоянок каменного века. Во многих местах, особенно по течению р. Оки, на песчаных буграх и россыпях, разбросанных по берегам и на островах её, найдено большое количество бытовых предметов позднейшего периода каменного века. Большинство найденных предметов находится в рязанском музее. Поселки каменного века открыты в уездах Зарайском, Рязанском, Спасском и Касимовском. Самые древние из предметов, относящихся к периоду употребления металлов, найдены в языческих могильниках, открытых по берегам реки Оки в уездах Рязанском, Спасском и Касимовском. Во время образования этих могильников было много селений по течению Оки. Самое многолюдное из них находилось на месте нынешнего с. Старой Рязани; о размере и значении его можно судить по обширности кладбища, занимающего более 4 дес. Находки кладов с арабскими монетами показывают, что жители вели торговлю с арабами. По монетам можно определить, что богатые клады, найденные в Рязанской губернии, принадлежат преимущественно IX, Х и началу XI стол. В XII в. образовалось Рязанское княжество.
Рязанская губерния была в числе 17 регионов, признанных серьёзно пострадавшими, во время голода 1891—1892 годов.
В 1918 году в губернии прокатился ряд крестьянских восстаний в уездах губернии, недовольных политикой большевиков.

## Символика

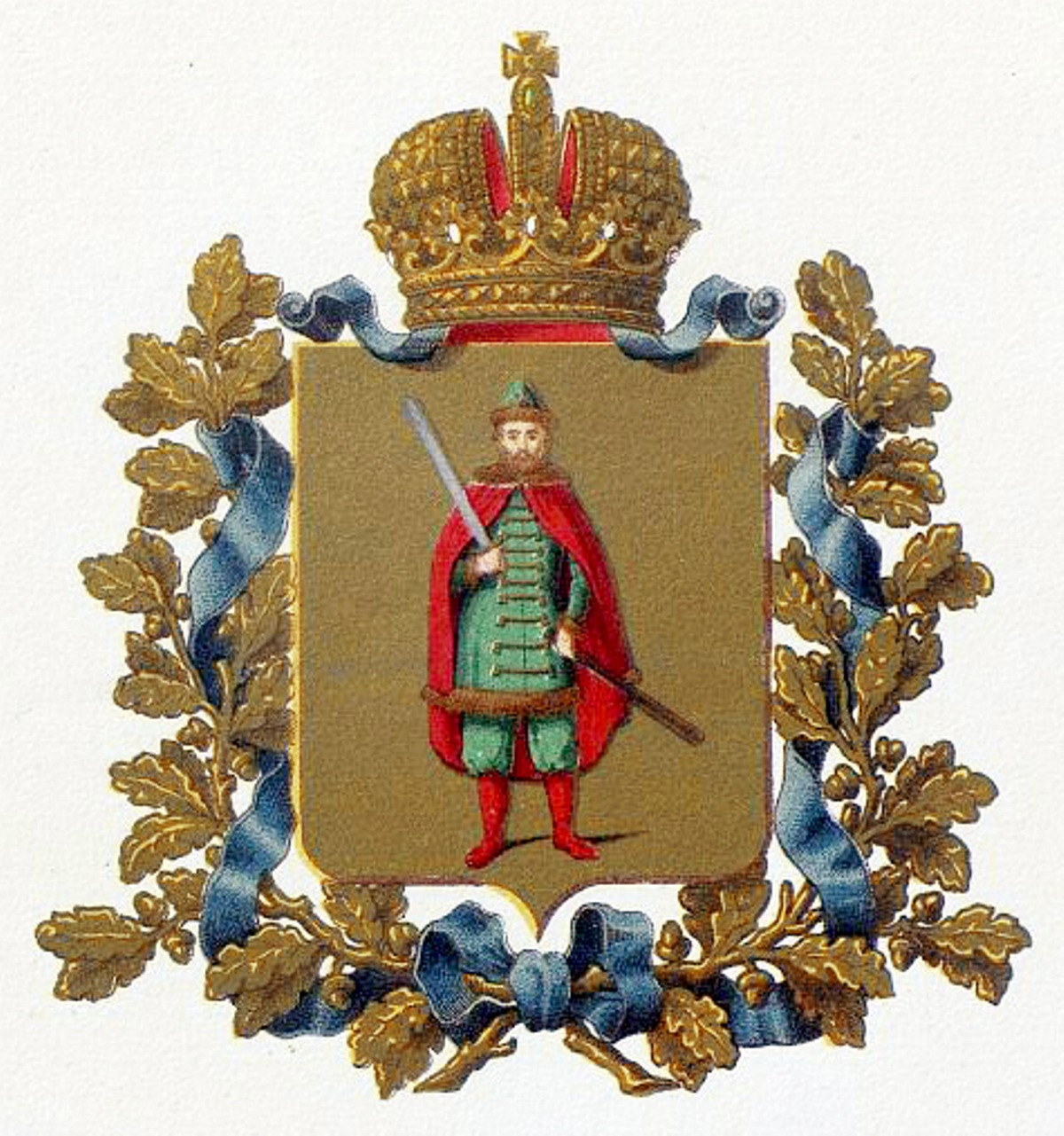
Официальный герб губернии (изд. МВД, 1880 год)
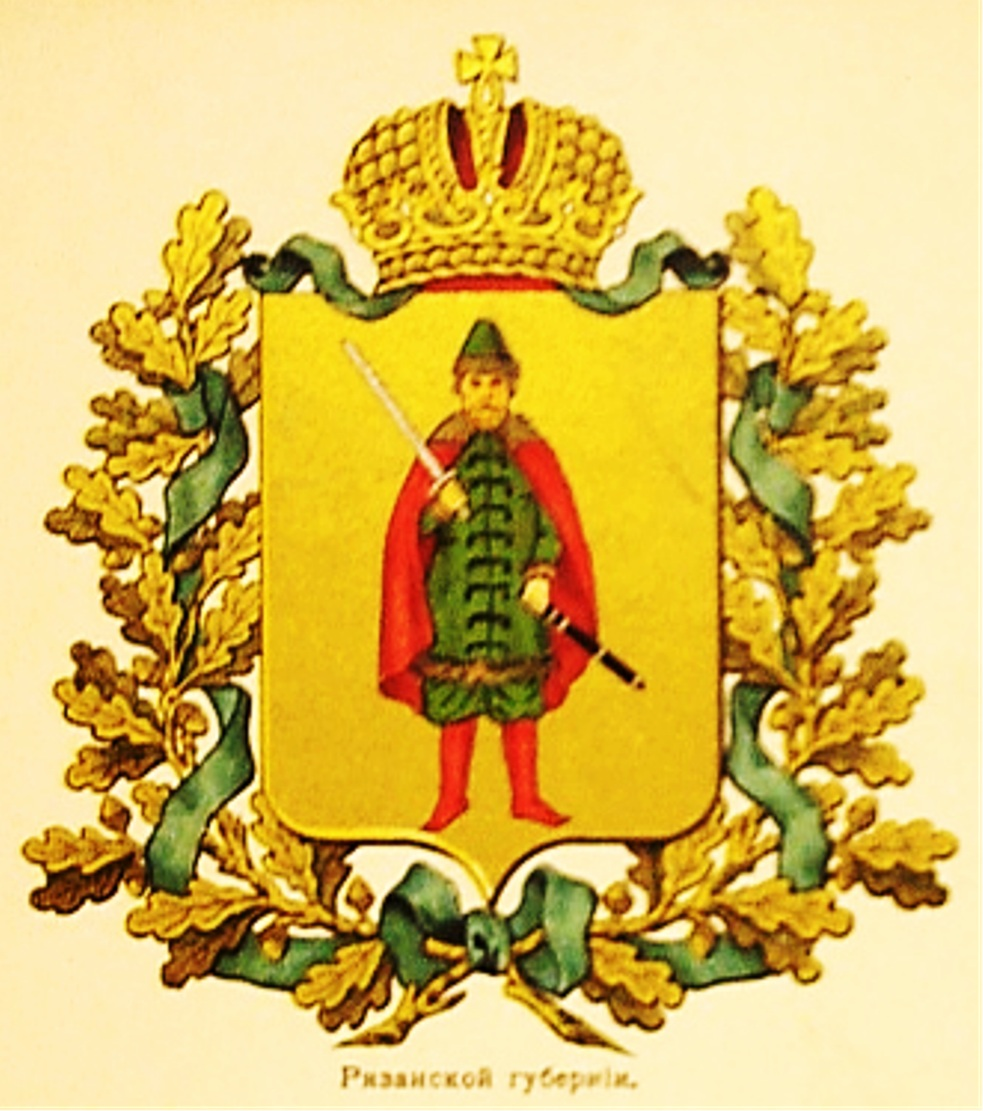
Неофициальный герб губернии (изд. Сукачова, 1878 год)
Современный рисунок герба (2000-е годы)